# Burgstall Schallenkam
Der Burgstall Schallenkam ist eine abgegangene Höhenburg auf einem 670 m ü. NHN hohen Geländesporn etwa 600 m östlich des Einödhofes Schallenkam und 300 m nördlich der Kapelle St. Kastulus in Schallenkam im Gemeindegebiet von Münsing im Landkreis Bad Tölz-Wolfratshausen in Bayern. Die Anlage wird als Bodendenkmal unter der Aktennummer D-1-8134-0111 im Bayernatlas als „Burgstall des hohen Mittelalters (‚Schallenkam‘)“ geführt.

## Beschreibung

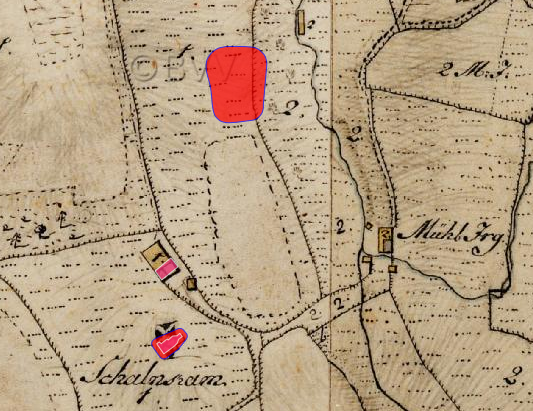
Lageplan des Burgstalls Schallenkam im Urkataster von Bayern

Die kleine Burganlage, von der auf der Westseite noch zwei Gräben mit dazwischenliegendem Wall erhalten sind, war durch den im Norden und Südwesten in zwei sich treffende Bacheinschnitte abfallenenden Sporn natürlich geschützt.